# رویال سیتی (واشینگتن)
رویال سیتی (به انگلیسی: Royal City) شهری در شهرستان گرانت ایالت واشنگتن است که در سرشماری سال ۲۰۱۰ میلادی، ۲۱۴۰ نفر جمعیت داشته است. 